# Fordson Thames E4

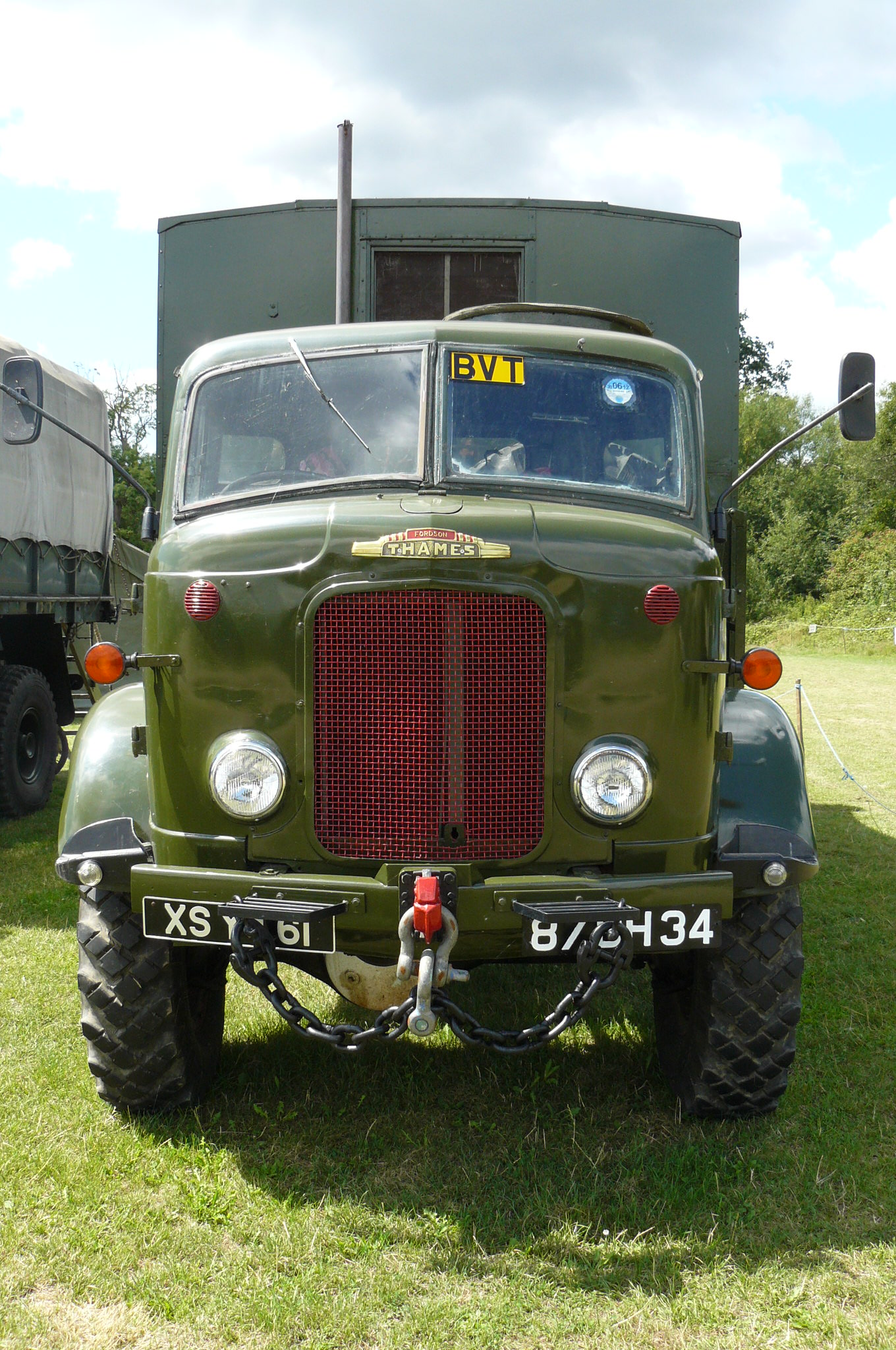
Ford Thames, vooraanzicht

De Fordson Thames E4 4x4 was een middelzware vrachtwagen gemaakt voor het Britse leger. Het voertuig werd in 1952 en 1953 gebouwd door Ford.

## Geschiedenis
Begin jaren 50 startte het Britse leger met de vervanging van voertuigen die ten tijde van de Tweede Wereldoorlog waren gebouwd. Ford had de Fordson Thames ET4 ontwikkeld voor de civiele markt en deze werd aangepast voor militaire doeleinden. De belangrijkste veranderingen waren de aandrijving op alle wielen en een grotere bodemvrijheid alsmede een andere cabine. De 4 x 4 versie werd geproduceerd in 1952 en 1953. In totaal zijn circa 5.000 voertuigen geproduceerd voor het Britse leger.

## Ontwerp
Het voertuig had een standaard indeling; voor de bestuurderscabine met motor en achter de laadruimte. De cabine bood ruimte voor een chauffeur en een passagier. In het dak was een luik aangebracht waar een mitrailleur geplaatst kon worden voor de verdediging.
De voertuigen werden uitgerust met een V8 motor met een vermogen van 87 pk. De watergekoelde Ford-benzinemotor had een cilinderinhoud van 3,9 liter. De wielbasis was 3,51 meter en op de weg had de Ford Thames alleen aandrijving op de achterwielen, maar in moeilijk terrein konden ook de voorwielen worden aangedreven. De versnellingsbak telde vier versnellingen vooruit en een achteruit. De aanwezigheid van een reductiebak maakte het rijden in een lagere gearing mogelijk (4F1Rx2).

## Varianten
Het voertuig werd in drie versies geleverd:
- Algemene dienst met huif
- Ziekenwagen en
- Artillerietrekker voor licht luchtdoelgeschut met lier. De lier met een trekkracht van 5 ton was nodig om te helpen het geschut te plaatsen of het voertuig te assisteren als deze vast was komen te zitten.